# Herdeira heráldica

Exemplo simples de incorporação das armas de uma herdeira heráldica como um escudete. Note que ela não mostra as armas de seus filhos, mas dá preferência as mudanças nas armas da herdeira, uma vez que ela se casa. As armas de seus filhos são, ao invés disso, divididas em quartéis.

Na heráldica inglesa, uma herdeira heráldica é uma filha de um homem falecido que foi intitulado a um brasão de armas (armígero) e que carrega adiante o direito dessas armas em benefício de seus futuros descendentes masculinos. Este carregar adiante apenas se aplica se ela não possui irmãos ou outros parentes masculinos vivos que herdariam as armas na morte do titular.
Uma mulher é uma herdeira se
- ela não possui irmãos,[1] ou
- todos os seus irmãos morreram sem filhos ou filhas.:[2]

Ela é uma herdeira em questão se ela morre tendo filhos e a linha de seus irmãos torna-se extinta, que é, quando todos os seus irmãos e seus filhos morreram.
Na tradição da heráldica inglesa, que também aplica-se ao País de Gales e a Irlanda pré-1922, um direito de um homem de mostrar seu brasão de armas também se aplica a seus filhos e a sua esposa (as armas de seus filhos possuindo símbolos de diferenciação). Seu filho primogênito herdará as armas sem diferenciação (idênticas) na morte de seu pai e passará elas a seus descendentes. Se não há linha masculina sobrevivente na morte do armígero então cada uma de suas filhas sobreviventes torna-se uma herdeira heráldica que detém igualmente o direito de propriedade das armas em fé de seu filho, que então torna-se o proprietário absoluto das armas.

Brasão de armas de Brigite, Duquesa de Gloucester, que foi uma herdeira heráldica. Retratando as armas de seu pai impostas às de seu marido (Ricardo, Duque de Gloucester).

## Casamento de uma herdeira heráldica
Se uma herdeira heráldica se casa com um armígero, então, ao invés de impalar suas armas no lado esquerdo dele como seria comum no casamento de uma mulher cujo pai portava armas, ela em vez disso mostra as armas de seu pai em um pequeno escudo sobre o centro de seu escudo – um "escudete" – para enquanto não houver sangue masculino em sua família grande. Seu marido nunca possui suas armas herdadas, e elas não podem passar em sua morte a alguns de seus filhos que também não sejam dela.

## Morte do marido
Na morte de seu marido, seu primeiro filho nascido herda as armas de ambos os pais e divide-as em quartéis, criando um novo e indivisível brasão para passar a seus descendentes na forma habitual.